# Военно-морские суды Русского императорского флота
Военно-морские суды — органы государственной власти на Российском императорском флоте, которые, как и обычные суды осуществляли правосудие в форме рассмотрения и разрешения уголовных, административных и иных категорий дел в установленном законом Российской империи процессуальном порядке в отношении военнослужащих. 
С упразднением в 1867 году, в ходе военно-судебных реформ императора  Александра II, морского генерал-аудиториата и военно-судных комиссий в портах Балтийского флота Российской империи был открыт при Морском министерстве Главный военно-морской суд на началах и с задачами Главного военного суда, а также Военно-морские суды в Санкт-Петербурге и Кронштадте.
В 1868 году Военно-морской суд был учрежден в городе Николаеве; в 1882 году, с упразднением должности главного командира порта, в Петербурге Военно-морской суд этого порта был закрыт; в 1888 году Военно-морской суд был учрежден во Владивостоке. 
В остальных портах пребывали военно-морские следователи или помощники военно-морских прокуроров.
Военно-морские суды перестали функционировать после октябрьского переворота 1917 года.